# Flomochóri
Flomochóri (Flomochori) är en ort i Grekland.   Den ligger i prefekturen Lakonien och regionen Peloponnesos, i den södra delen av landet, 190 km sydväst om huvudstaden Aten. Flomochóri ligger 71 meter över havet och antalet invånare är 151.
Terrängen runt Flomochóri är kuperad åt nordost, men åt sydväst är den bergig. Havet är nära Flomochóri åt sydost.  Närmaste större samhälle är Gýtheio, 16,8 km nordost om Flomochóri. 